# LGBT en Nouvelle-Zélande
Les personnes lesbiennes, gays, bisexuelles et transgenres (LGBT) en Nouvelle-Zélande peuvent faire face à des difficultés légales que ne connaissent pas les résidents non LGBT, mais bénéficient d'une reconnaissance légale parmi les plus avancées au monde.
L'homosexualité masculine est interdite à la fin du XIXe siècle avec en 1867 avec l'interdiction de la sodomie, et en 1893 avec l'interdiction explicite de l'homosexualité masculine. Elle est autorisée en 1985 dans une période de développement des mouvements LGBT. On voit depuis l'ouverture de nouveaux droits pour les personnes LGBT, avec notamment l'interdiction des discriminations en 1993, le droit au mariage gay en 2013 ou le droit au changement de la mention de genre sur l'état civil sur simple déclaration en 2021.

## Conditions de vie

### Démographie
L'office gouvernemental de la statistique Statistics New Zealand, dans le recensement de 2023, demande pour la première fois des questions relatives à l'appartenance à la communauté LGBT,. Dans ce recensement, un vingtième de la population néo-zélandaise s'identifiait comme LGBT, dont 4 % déclarait avoir une orientation sexuelle autre qu'hétérosexuelle, 0,7 % comme trans et 0,4 % comme intersexe.

## Événements publics
À la suite du développement des mouvements LGBT se crée en avril 1972 la première pride nommée « Gay Day » à Auckland. Il faudra attendre 1986 pour voir un développement d'évènements communautaires de grande ampleur à travers le pays. On peut noter alors la création de Gay and Lesbian Fair, Pride, Devotion, Freedom, Hero, Big Gay out. Ce développement se continue jusqu'à aujourd'hui avec la pride d'Auckland, réunissant plus de 75 000 personnes en 2021.

### Hero Festival
Une première fête annonciatrice est organisée en 1991 à Auckland par la New Zealands AIDS Fundation, où les invités étaient conviés à se déguiser et à se protéger avec des préservatifs,.
Ce succès permis en 1992 le lancement de ce qui deviendra l'évènement principal du festival, la Hero Parade, malgré l'opposition du maire conservateur de l'époque Les Mills. La parade avait lieu tous les ans en février, une à deux semaines après le Mardi gras. Sa fréquentation augmente progressivement, jusqu'à atteindre 200 000 spectateurs en 2000,.
En 2002, un scandale fiscal met fin à la parade,.

### Big Gay Out
Créé en 2000 comme une partie du Hero Festival, Big Gay Out est un évènement communautaire permettant aux personnes LGBT de se retrouver et s'amuser, et de faire de la prévention autour du SIDA. Il prend place chaque année au Coyle Park à Point Chevalier, dans la banlieue d'Auckland. En 2003, New Zealands AIDS Fundation prend la responsabilité de l'évènement.
Depuis la première édition ayant réuni plusieurs centaines de personnes, Big Gay Out a grandi, jusqu'à devenir un évènement incontournable de la vie LGBT d'Auckland avec une participation de 15 000 personnes en 2014. Il est donc devenu un lieu prisé par les personnalités politiques et des manifestants occasionnels. On peut noter un échange d'anneaux entre six couples gays en 2004, ou encore la présence pendant son mandat de l'ancienne Première ministre Helen Clark.

## Législation

### Discrimination

#### Légalisation de l'homosexualité
À la suite de la mise en place d'une peine de mort pour les pratiques alors qualifiées de sodomie en Angleterre de 1861, la Nouvelle-Zélande mit aussi en place la peine de mort pour les mêmes pratiques en 1867. De la même manière, à la suite de l'interdiction de 1885 en Angleterre de toute relation sexuelles entre hommes, la Nouvelle-Zélande interdit 8 ans plus tard en 1893 de telles relations.
Un projet de loi fut déposé à la chambre des représentants le 8 Mars 1985, proposant d'un côté de décriminaliser les relations sexuelles entre hommes, et de l'autre d'interdire la discrimination sur la base de l'orientation sexuelle. À la suite d'un débat public houleux, il fallut plus de 16 mois pour que la loi soit votée. Elle finit par être adoptée le 9 Juillet 1986, mais seulement mettant fin à l'interdiction des relations sexuelles entre hommes.

#### Discrimination
Le Human Right Act de 1993 interdit les discriminations sur la base de l'orientation sexuelle, ainsi que sur la base du sexe. Il n'est pas écrit explicitement que cette loi concerne les personnes trans et intersexes, mais le Crown Law Office (le département responsable de conseiller le gouvernement sur les questions judiciaires) a émis un avis en 2006 considérant que le Human Right Act protège aussi les personnes trans.

#### Thérapie de conversion
Une première pétition de plus de 20 000 signataires débouche sur un premier projet de loi pour interdire les thérapies de conversion déposé en 2018. Mais le 18 Octobre 2019, la commission judiciaire de la chambre des représentants, dans un rapport, stipule qu'un travail parlementaire plus important est nécessaire, notamment sur la définition des thérapies de conversion. Une deuxième pétition ayant récolté un record de plus de 150 000 signatures est présenté au parlement en 2021 et remet le sujet sur le devant du débat politique. La chambre des représentants finit en 2022 par adopter la loi d'interdiction des thérapies de conversion cherchant à changer ou refouler l'orientation sexuelle, l'identité de genre ou l'expression de genre d'une personne.

#### Changement de genre et de nom à l'état civil
À la suite de la loi sur l'enregistrement des naissances, des décès, des mariages et des relations de 2021, mise en place à partir du 15 Juin 2023, les personnes trans peuvent changer de genre et de nom sur simple déclaration si elles sont majeurs. Si elles ont 16 ou 17 ans, l'autorisation des représentants légaux est nécessaire. Si elles sont mineurs, l'avis d'une tierce personne est requise,.

### Droits relatifs à la santé

#### Mutilations génitales des enfants intersexes
Malgré les recommandations de 2016 et 2023 de la commission des droits des enfants des Nations unies de mettre fin aux pratiques de mutilations génitales sur les enfants intersexes,, les pratiques de mutilation génitales continuent,. Par exemple, d'après le ministère de la Santé, entre 2017 et 2018, 206 personnes de moins de 15 ans diagnostiqués avec hypospadias auraient reçu une opération chirurgicale, dont 85 % sur des enfants de moins de 5 ans. Alors que cette chirurgie n'a pas de base biomédicale, n'est pas vitale et peut être retardée pour permettre aux enfants de donner leur consentement.

#### Don du sang pour les hommes ayant des relations sexuelles avec des hommes
Aujourd'hui, les hommes ayant des relations sexuelles avec des hommes ne peuvent pas donner de sang s'ils ont eu des relations sexuelles anales ou orales, avec ou sans préservatif dans les trois derniers mois. Mais un nouveau rapport de l'université d'Auckland recommande d'ouvrir le don du sang à ceux en couple monogame stable n'ayant pas eu de nouveaux partenaires dans les trois derniers mois. Les hommes ayant des relations sexuelles avec d'autres hommes auraient alors les mêmes questions[pas clair] que les autres pour le don du sang,.

### Droits relatifs à la famille

#### Union civile
L'autorisation des unions civiles a été adoptée en 2004 et mise en place en 2005 en Nouvelle-Zélande. Les unions civiles dès leurs créations ont concernées notamment les personnes LGBT,. Les personnes en unions civiles ont les mêmes droits et devoirs devant la loi.

#### Mariage
Depuis le 17 avril 2013, le mariage entre personnes de même sexe est légalisé en Nouvelle-Zélande, avec 77 voix pour, et 44 voix contre.

#### Adoption
L'adoption homoparentale a été autorisée à la suite de la légalisation du mariage entre personnes de même sexe. En 2015, la Haute Cour de Nouvelle-Zélande a statué l'autorisation de l'adoption jointe pour les couples de facto.

#### Fécondation in-vitro (FIV) pour les couples lesbiens
La fécondation in-vitro est autorisée pour les couples lesbiens, mais elle n'est pas remboursée pour ces couples. En effet, l'infertilité dite "sociale" n'est pas dans les critères d'infertilité et donc de remboursement de la FIV en Nouvelle-Zélande,.

#### Gestation pour autrui
La loi de 2004 sur les technologies d'assistance à la reproduction est la principale loi encadrant la gestation pour autrui. Il y est précisé que toute gestation pour autrui est autorisée, notamment pour les personnes LGBT, uniquement dans une démarche altruiste,.

### Tableau récapitulatif
| Dépénalisation de l’homosexualité                                            | Depuis 1986 pour les hommes; toujours été autorisé pour les femmes |
| Majorité sexuelle identique à celle des hétérosexuels                        | Depuis 1986 pour les hommes; toujours été autorisé pour les femmes |
| Interdiction des discours de haine contre les LGBT                           | Depuis 1993                                                        |
| Interdiction de la discrimination liée à l'orientation sexuelle à l'embauche | Depuis 1993                                                        |
| Mariage civil ou partenariat civil                                           | Depuis 2013                                                        |
| Adoption conjointe dans les couples de personnes de même sexe                | Depuis 2013                                                        |
| Droit pour les gays de servir dans l’armée                                   | Depuis 1993,                                                       |
| Droit de changer légalement de genre                                         | Depuis 2023                                                        |
| Gestation pour autrui pour les gays                                          | Depuis 2004 (uniquement altruistement)                             |
| Accès aux FIV pour les lesbiennes                                            | Depuis 2004                                                        |
| Union civile                                                                 | Depuis 2004                                                        |
| Interdiction des thérapies de conversion                                     | Depuis 2022                                                        |
| Autorisation du don de sang pour les HSH                                     | Depuis 1998                                                        |
| Marqueur de genre X                                                          | Depuis 2009                                                        |
| Interdiction des mutilations génitales des personnes intersexes              | ,                                                                  |

## Visibilité

### Personnalités publiques
En 1993, Chris Carter (en) est le premier parlementaire gay de Nouvelle-Zélande. Il devient aussi par la suite le premier ministre gay du pays,.
En 1999, Georgina Beyer devient la première personne trans à être élue députée en Nouvelle-Zélande et dans le monde.
En 2020, la scène politique néo-zélandaise est l'une de celles mettant le plus en avant les personnes LGBT dans le monde. Huit parlementaires du Parti travailliste sont ouvertement LGBT : Louisa Wall, Meka Whaitiri (en), Tāmati Coffey (en), Glen Bennett (en), Shanan Halbert (en), Grant Robertson (en), Kiri Allan et Ayesha Verrall. Ces trois derniers sont membres du cabinet Ardern ; il s'agit dès lors du gouvernement le plus ouvert sur le sujet dans l'histoire du pays,.

## Bibliographie

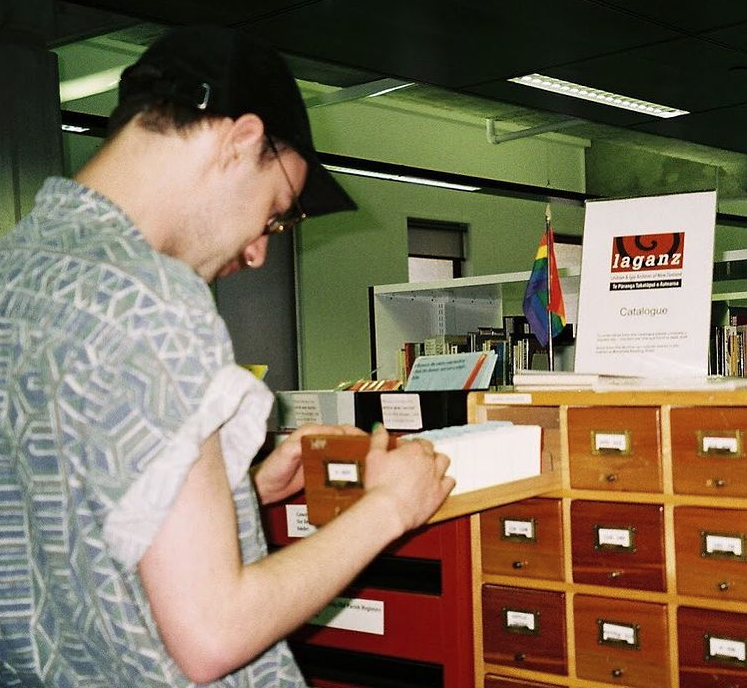
Un visiteur consultant une collection de Te Pūranga Takatāpui o Aotearoa, l'archive queer de Nouvelle-Zélande.